# Orodes d'Aghuània
Orodes d'Aghuània, (en grec antic Ὀρώδης) va ser un rei dels aghuans o albanesos del Caucas. Els grecs li donen el nom d'Oroeses.
Aquest rei és el que fou derrotat per Gneu Pompeu Magne el 66 aC en la seva expedició al Caucas durant la guerra contra Mitridates VI Eupator al Pont. Aquest va ser el primer contacte entre el món romà i el pobles dels aluanqs o aghuans. En parlen Dió Cassi, Appià, Pau Orosi i Eutropi.